# 溫哥華大火
溫哥華大火（Great Vancouver Fire）是1886年6月13日在加拿大卑詩省溫哥華發生的一場大火災，這場大火幾乎燒燬了這個新成立的城市。火災起自現今的大街（Main Street）及甘比街（Cambie Street），原本是有人放火清除土地上的樹叢，但一陣強風卻令火場失控並使火災蔓延了開去。大火奪去了數十人的性命，而唯一倖免於難的建築物是位於西區的一間鋸木廠（Hastings Mill Store），以及在福溪河岸的幾間建築物。估計火災造成財物損失130萬加元，但在4天後已開始有新建築物出現。
災後沒多久已籌得6,900元作為添置防火設備之用，也蓋了消防局及貯水池。市长麦克莱恩(McLean)，任命温哥华唯一的警员约翰·斯图尔特(John Stewart)与杰克逊·艾布拉伊(Jackson Abray)、海伍德(V.W.Haywood)和约翰·麦克拉伦(John McLaren)一起，为火灾后前来支援的警察提供协助，这标志着该市第一支警察部队的这座城市是用现代化的水、电和有軌電車系统重建的。
一个经常被忽视的故事是当地的土著人民为在水中挣扎的幸存者提供的帮助。尽管土著人民先前被赶出这块土地，搬到了北温哥华，但他们还是划着独木舟把人们推到了安全的地方。